# Augustinische Orden
Augustinische Orden im engeren Sinn sind Orden in der römisch-katholischen Kirche, die sich auf den Kirchenlehrer Augustinus von Hippo berufen. Im weiteren Sinn sind alle Ordensgemeinschaften gemeint, die die Augustinusregel übernommen haben.

## Der Vordenker

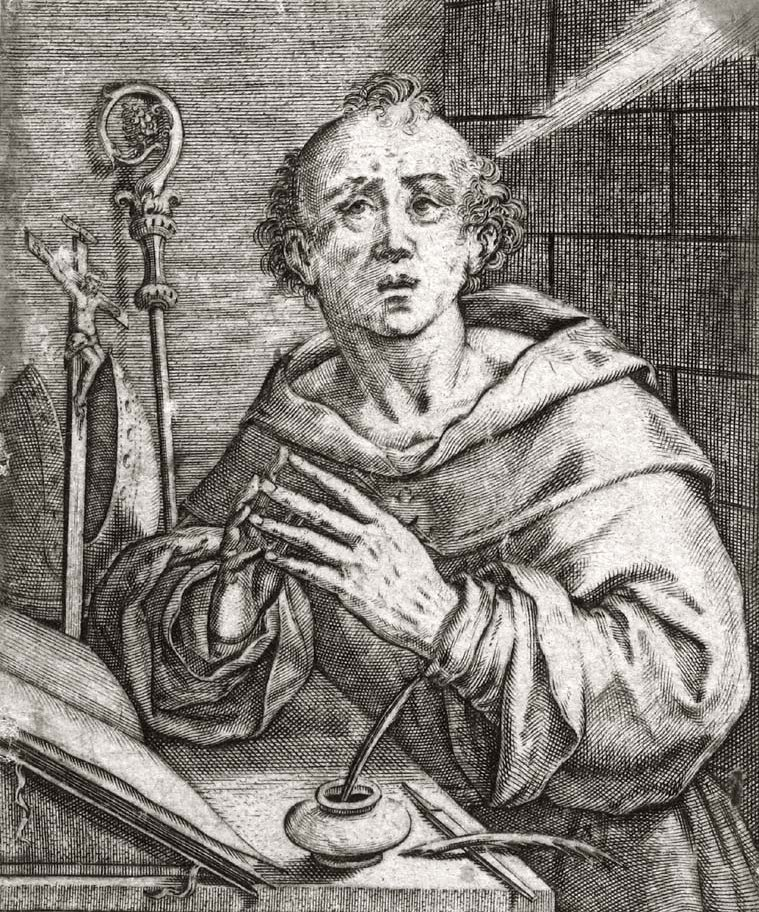
Der heilige Augustinus

Augustinus von Hippo (354–430), ein Heiliger und Kirchenvater der römisch-katholischen Kirche, gründete selbst keinen Orden, sondern inspirierte über seine Schriften Ordensgründungen in späterer Zeit. Zu den Grundzügen seines Wesens, wie sie sich in der Augustinusregel (etwa 497) äußerten, gehörten „Gottinnigkeit und Nächstenliebe“, „evangelische Armut und Demut“, „selbstlose Dienstbereitschaft, Geduld und Herzensgüte“. Einige hundert Jahre später wurde insbesondere seine Betonung des evangelischen Rates der Armut als Antwort auf drängende kirchliche Probleme empfunden.

## Männerorden

### Augustiner-Chorherren
Während der Kirchenreformen des 11. Jahrhunderts führten zahlreiche Dom- und Stiftskapitel das gemeinsame Leben auf Grundlage der Augustinusregel ein. Einerseits waren die regulierten Chorherren keine Mönche, andererseits lebten sie – anders als Weltkleriker – als Ordensbrüder und unter einer Regel zusammen. Aus Zusammenschlüssen solcher Gemeinschaften entstanden die Augustiner-Chorherren.

### Augustiner-Eremiten, -Barfüßer und -Rekollekten
Im März 1244 bildeten sich in der Toskana aus mehreren mönchischen Gruppierungen die Einsiedler des heiligen Augustinus, im April 1256 veröffentlichte Papst Alexander IV. die Bulle Licet ecclesiae catholicae, mit der er diese Einsiedler mit weiteren regionalen Gemeinschaften (den toskanischen Eremiten, den Janboniten, den Brictinensern und den Wilhelmiten) zu einer „großen Union“ zusammenschloss – den Augustiner-Eremiten. Nach den Dominikanern, Franziskanern und Karmeliten war so der vierte große Bettelorden des Mittelalters entstanden. 
Die von den Augustiner-Eremiten abzweigenden Augustiner-Barfüßer wurden 1610 approbiert; ein bekannter Vertreter dieses Ordens war der Prediger Abraham a Sancta Clara. Die Approbation der ihrerseits wiederum von den Augustiner-Barfüßern abzweigenden Augustiner-Rekollekten erfolgte 1912.
1963 ließ Papst Johannes XXIII. die Bezeichnung „Eremiten“ streichen, weil das eremitische Leben kein Kennzeichen des Ordens mehr war; seither werden der Orden „Augustinerorden“ und die Ordensangehörigen „Augustiner“ genannt.

### Augustinische Orden im weiteren Sinn
Neben den vier Orden, die ihren Vordenker Augustinus im Namen führen, gibt es viele weitere Gemeinschaften, die sich an der Augustinusregel orientieren. Zu diesen zählen einerseits den Augustiner-Eremiten vergleichbare Bettelorden, etwa die Dominikaner, Trinitarier und Mercedarier, andererseits den Augustiner-Chorherren vergleichbare Regularkanoniker, etwa die Prämonstratenser (der mittlerweile größte Orden „regulierter Chorherren“, gegründet 1120). Folgende Orden sind heute im deutschsprachigen Raum tätig:
- Barmherzige Brüder
- Deutscher Orden
- Dominikaner
- Kreuzherren
- Malteser
- Prämonstratenser
- Redemptoristen
- Regularkanoniker vom Heiligen Kreuz
- Serviten
- Trinitarier

## Frauenorden
Schon der hl. Augustinus verfasste sein Werk Praeceptum für Männer und für Frauen. Die Angehörigen augustinischer Frauenorden werden auch Augustinerinnen genannt. Folgende Orden sind heute im deutschsprachigen Raum tätig:
- Augustiner-Chorfrauen
- Birgittinnen
- Cellitinnen
- Dominikanerinnen
- Prämonstratenserinnen
- Redemptoristinnen
- Ritaschwestern
- Servitinnen
- Ursulinen

## Dritte Orden
Unter den dritten Orden sind die franziskanischen besonders verbreitet. Es gibt aber auch zahlreiche dritte Orden, die sich auf die Augustinusregel berufen, zum Beispiel die Prämonstratenserterziaren.

## Informationsbasis